# Bromchlorphenolblau
Bromchlorphenolblau ist eine chemische Verbindung aus der Gruppe der Triphenylmethanfarbstoffe und ist mit dem Phenolphthalein verwandt. Sie wird als Indikatorsubstanz verwendet, die ihre Farbe von Gelb zu Blauviolett ändert im pH-Wert-Bereich von 3,0 bis 4,6. Bei einem pH-Wert von 3,0 liegt der Absorptionsbereich bei 433–437 nm, bei 4,5 bei 590–592 nm.